# 伊達敦宗
伊達 敦宗（だて あつむね、生没年不詳）は、久保田藩重臣で同藩の相手番。国分氏の後身の秋田伊達氏7代目当主。父は久保田藩家老の伊達峯宗（備前）。通称は外記。妻は久保田藩重臣の古内蔵人の娘。
代々の秋田伊達氏当主と同様、藩主佐竹義敦より偏諱を拝領する。明和8年（1771年）に相手番となる。嗣子がなく、弟の敦重が家督を相続した。